# 우크라이나 내무부
우크라이나 내무부(우크라이나어: Міністерство внутрішніх справ України, Ministerstvo vnutrishnikh sprav Ukrayiny, MVS)는 우크라이나에서 사회적인 경찰의 업무를 담당하는 법 집행 기관이다. 이 내무부의 장은 내무부 장관이다. 이 내무부는 우크라이나 대검찰청과 맞닿은 사무실을 쓴다.
우크라이나 경찰은 2013년 기준으로 부패율이 49%에 달해 부패한 조직으로 간주되며, 고문과 학대를 하고 있다는 비판을 받고 있다.

## 같이 보기
- 베르쿠트 (우크라이나)
- 우크라이나 대검찰청
- 우크라이나 보안원
- 우크라이나 내무군

## 추가 자료
- Full collection of laws of the Russian Empire since 1649. Vol.5. Saint Petersburg, 1830. page 13. (Полное собрание законов Российской империи с 1649 г. - Спб., 1830.  -  Т.  5.  -  С.  13)